# Flavin-adenin-dinukleotid
|  | For andre betydninger af Fad, se Fad |
FAD eller Flavin-Adenin-Dinukleotid er et coenzym. FAD indgår i forskellige redoxreaktioner i celler. 
FAD reagerer ved optagelse af to elektroner og to protoner og bliver til FADH2.
| Biologi | Spire Denne artikel om biologi er en spire som bør udbygges. Du er velkommen til at hjælpe Wikipedia ved at udvide den. |

| Kemi | Spire Denne artikel om kemi er en spire som bør udbygges. Du er velkommen til at hjælpe Wikipedia ved at udvide den. |